# Научно-техническая библиотека имени Г. И. Денисенко

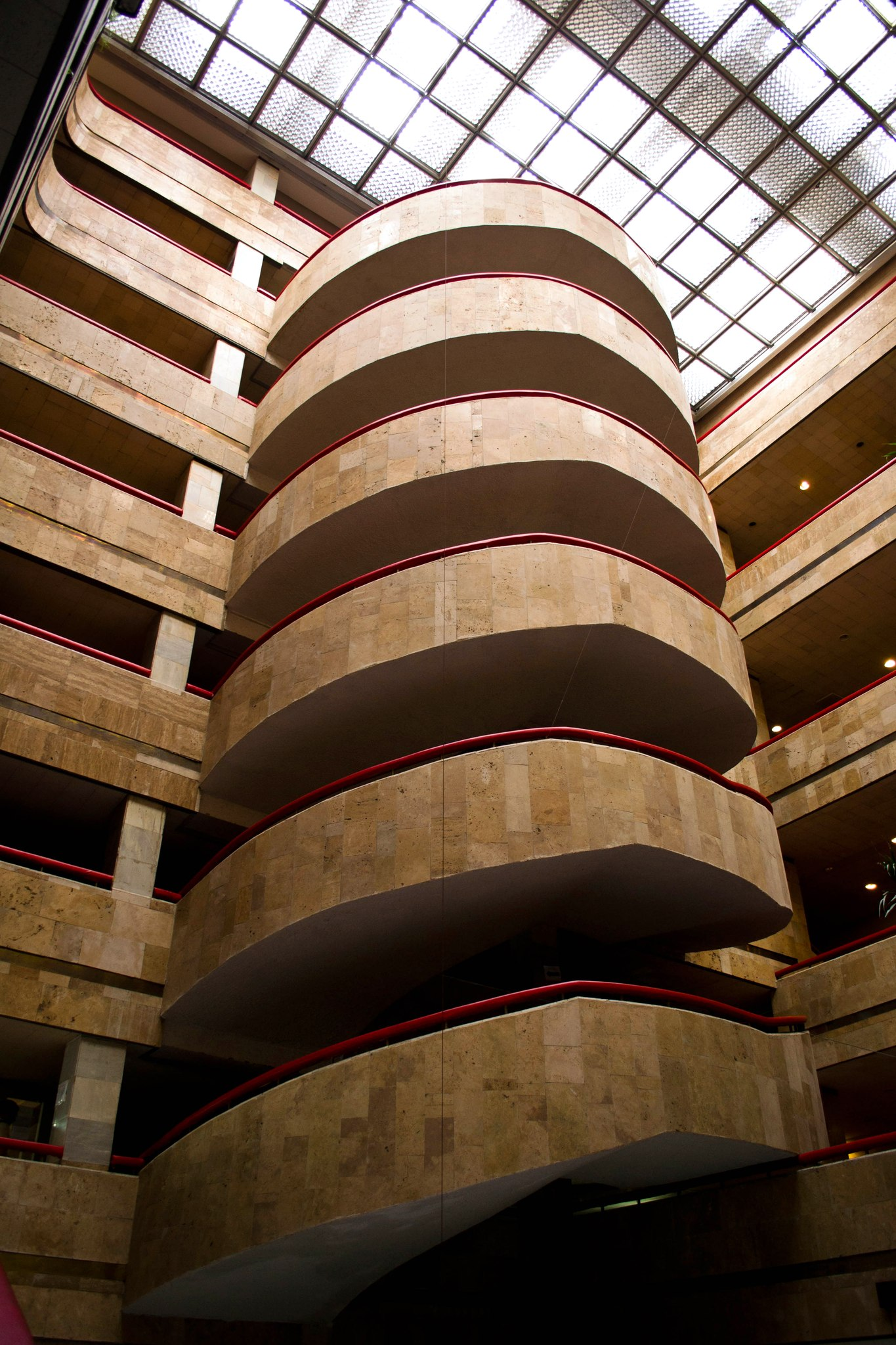
Лестница в библиотеке

Научно-техническая библиотека им. Г. И. Денисенко Киевского политехнического института имени Игоря Сикорского (укр. Науково-технічна бібліотека ім. Г. І. Денисенка КПІ ім. Ігоря Сікорського), также известная как Библиотека КПИ (укр. Бібліотека КПІ), — крупнейшая техническая университетская библиотека Украины, информационный и коммуникационный, научный и культурно-образовательный центр Киевского политехнического университета.
Библиотека была основана в 1898 году. Ныне она обслуживает более 32 тысяч читателей за год, из которых 23 тысячи — студенты. Ежедневно библиотеку посещает от 1300 до 1800 человек. Читателем библиотеки может стать каждый, кто нуждается в её материалах и услугах.

## История
В 1898 году в Киевском политехническом институте имени императора Александра II была основана Фундаментальная библиотека. Её первым директором и одновременно библиотекарем стал известный историк, этнограф и археолог, в будущем академик Украинской академии наук Николай Беляшевский. За время его работы (с 1898 по 1902 год) библиотека была укомплектована необходимой научной и учебно-педагогической литературой. В то же время его связи, которые он имел с отечественными и зарубежными книжными издателями, обеспечивали постоянное пополнение библиотечных фондов новыми поступлениями.
В тяжёлый период 1917—1921 годов, связанный с революционными событиями и гражданской войной, библиотека практически не получала средств на приобретения книг, но свою работу не приостанавливала. С 1922 года положение с комплектованием фонда библиотеки налаживается, как и с международными связями. С 1922 по 1929 год в библиотеке были проведены масштабные работы по упорядочению фондов, согласно международной библиотечной систематике. В этот период она приобрела репутацию крупной технической библиотеки, чей фонд включает классические работы по математике, физике, химии, инженерному делу, философии.
В 1930-х годах происходило дальнейшее развитие библиотеки. Так в ней появились отделы научно-технической литературы, периодики, был выделен отдел технической документации. Кроме того, были созданы отделы социально-экономической литературы и библиографии, отдел комплектования и обработки литературы. В 1941 году библиотека Киевского политехнического института была признана одной из лучших среди библиотек высших учебных заведений Украины.
Во время немецкой оккупации Киева в 1941—1943 годах, когда библиотеку не успели эвакуировать, она была частично разрушена и разворована. Множество ценных книг было вывезено в Германию и Австрию. Общие потери библиотеки за этот период составили 144 843 единицы хранения.
Во второй половине ноября 1943 года, после освобождения Киева, библиотека вновь начала работать. 1 октября 1944 года, вместе с началом занятий в Киевском политехническом институте, в корпусе химического факультета, который меньше всего пострадал от разрушений, был открыт филиал библиотеки.
Дальнейшее бурное развитие Киевского политехнического института, открытие новых факультетов и филиалов института способствовало развитию библиотеки. В 1965 году она получила статус научно-технической. С 1980 года библиотека принимает читателей в новом помещении, возведённом в центре кампуса университета — на площади Знаний.
Специализированный корпус библиотеки был построен по инициативе ректора института Григория Денисенко авторским коллективом КНИИЭП (Киевского научно-исследовательского института экспериментального проектирования) в сотрудничестве с сотрудниками КПИ. Объём сооружения составил более 56 тыс. м³, общая площадь — 13 869 м², из них полезная — 10 533 м², площадь книгохранилища (на 2,5 млн.томов) — 4141 м². Общая форма здания приближена к параллелепипеду. Южную его часть занимает восьмиэтажное книгохранилище, северную — библиотечные помещения. Здание библиотеки представляет собой образец синтеза архитектуры и монументально-декоративного искусства конца 1970-х — начала 1980-х годов.
В дни празднования 100-летия КПИ учёный совет университета присвоил библиотеке имя Григория Денисенко, профессора, доктора технических наук и ректора института в 1971—1987 годах.